# Große Seekarspitze
De Große Seekarspitze is een 2679 meter hoge bergtop in de Hinterautal-Vomper-keten in het Karwendelgebergte in de Oostenrijkse deelstaat Tirol. Het is daarmee de op vijf na hoogste bergtop van de Karwendel. De piramidevormige top heeft met steengruis bedekte flanken en zij is naar het noorden via een bergrug verbonden met de Kleine Seekarspitze (2624 meter). Naar het zuidwesten loopt de Spitzhüttengrat met de Spitzhüttenkopfen. De top is bereikbaar voor ervaren en stapzekere bergwandelaars.